# Planeta finito
Planeta finito fue un programa de televisión español, producido por Globomedia para su emisión en La Sexta. Consta de 39 episodios repartidos en dos temporadas, desde abril de 2006 hasta diciembre de 2007.
En cada episodio, un famoso visita un destino turístico internacional y explica a la audiencia los aspectos culturales de la ciudad, región o país. El formato era similar a los reportajes de Lonely Planet, aunque aportando un toque humorístico.
Los seis primeros capítulos fueron presentados por humoristas que imitaban a otros personajes célebres. A partir del séptimo se pasó a la fórmula del famoso acompañado por la voz en off de un actor de doblaje, primero Luis Reina y posteriormente José Padilla.
El programa tuvo varias franjas de emisión; la primera temporada se estrenó en la medianoche de los lunes, mientras que la segunda se ofrecía los sábados a las 19:00. En 2012 se hizo una redifusión en La Sexta 2. Actualmente todos los episodios están disponibles en la plataforma Atresplayer.

## Episodios

### Primera temporada
| Programa | Destino         | Presentador                                                                        |
| -------- | --------------- | ---------------------------------------------------------------------------------- |
| 1x01     | París           | Florentino Fernández (Imitación de Mariano Rajoy)                                  |
| 1x02     | Roma            | Florentino Fernández y Miki Nadal (Imitación de Jesús Mariñas y Karmele Marchante) |
| 1x03     | Río de Janeiro  | Miki Nadal (Imitación de Ronaldo)                                                  |
| 1x04     | Atenas          | Queco Novell (Imitación de José Luis Rodríguez Zapatero)                           |
| 1x05     | Moscú           | Miki Nadal (Imitación de Julián Muñoz)                                             |
| 1x06     | Viena           | Dani Delacámara (Imitación de Rappel)                                              |
| 1x07     | Ámsterdam       | Pocholo Martínez-Bordiú                                                            |
| 1x08     | Marrakech       | Pablo Carbonell                                                                    |
| 1x09     | Londres         | Santi Rodríguez                                                                    |
| 1x10     | Estambul        | Yolanda Ramos                                                                      |
| 1x11     | Nueva York      | Florentino Fernández                                                               |
| 1x12     | San Francisco   | El Gran Wyoming                                                                    |
| 1x13     | Noruega         | Carmen Machi                                                                       |
| 1x14     | Berlín          | Paco León                                                                          |
| 1x15     | Lisboa          | Pedro Reyes                                                                        |
| 1x16     | Helsinki Tallin | Rosario Pardo                                                                      |
| 1x17     | Praga           | Santiago Urrialde                                                                  |
| 1x18     | Túnez           | Santi Millán                                                                       |
| 1x19     | Nueva York      | Anabel Alonso (programa especial de Navidad)                                       |

### Segunda temporada
| Programa | Destino              | Presentador             |
| -------- | -------------------- | ----------------------- |
| 2x01     | Egipto               | Carolina Cerezuela      |
| 2x02     | Dublín               | Ángel Martín            |
| 2x03     | Croacia              | Àngel Llàcer            |
| 2x04     | Estocolmo            | José María Íñigo        |
| 2x05     | Buenos Aires         | Imanol Arias            |
| 2x06     | Colombia             | Félix Álvarez           |
| 2x07     | Budapest             | Javi Martín             |
| 2x08     | Bélgica              | Secun de la Rosa        |
| 2x09     | Tailandia            | Paula Vázquez           |
| 2x10     | Polonia              | Darek Miroslaw          |
| 2x11     | Región de la Toscana | Martina Klein           |
| 2x12     | Escocia              | Joaquín Reyes           |
| 2x13     | Malta                | Beatriz Montañez        |
| 2x14     | Jerusalén            | Eva González            |
| 2x15     | Creta                | Raquel Revuelta         |
| 2x16     | Perú                 | Esther Arroyo           |
| 2x17     | Miami                | Pocholo Martínez-Bordiú |
| 2x18     | Múnich               | Carlos Chamarro         |
| 2x19     | Puerto Rico          | Llum Barrera            |
| 2x20     | Jamaica              | Agustín Jiménez         |